# J. Laurie Wallace

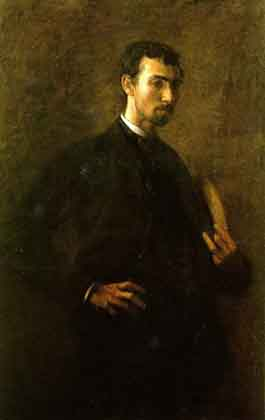
Porträt von J. Laurie Wallace von Thomas Eakins (1844–1916)

John Laurie Wallace (* 29. Juli 1864 in Garvagh, County Londonderry, Irland; † 30. Juni 1953 in Omaha, Nebraska) war ein irisch-amerikanischer Maler und Kunstpädagoge. Während seiner 64-jährigen Karriere als Porträtmaler in Omaha, Nebraska, galt er als einer der bedeutendsten Künstler der Stadt.

## Leben

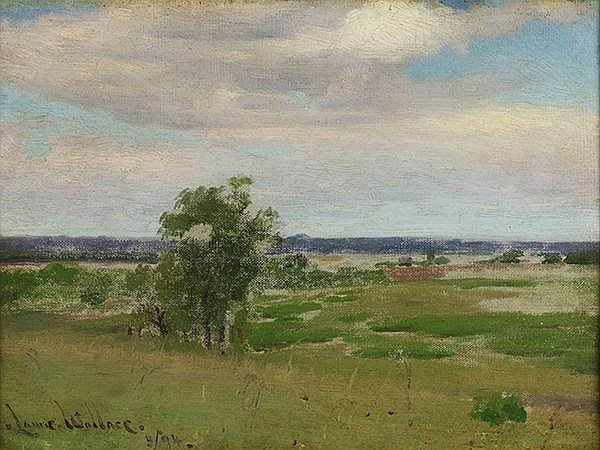
Painting (1894); Öl auf Holz

Laurie Wallace wurde als Sohn schottischer Eltern in Garvagh, Irland, geboren und kam im Alter von vier Jahren nach Amerika. Er wuchs in Philadelphia auf und begann im Alter von sechzehn Jahren bei Thomas Eakins an der Pennsylvania Academy of the Fine Arts zu studieren. Er war ein besonderer Freund von Eakins, dem er auch als Modell für viele seiner Ruderszenen und als Jesus am Kreuz diente. Zusammen mit Eakins unterstützte er Eadweard Muybridge bei der Herstellung einer Reihe von Bewegungsstudien. 1881 reiste Laurie Wallace in den Westen und malte Porträts von Viehbaronen in New Mexico, Texas und Colorado. Auf ausdrückliche Empfehlung von Eakins verbrachte er anschließend sechs Jahre in Chicago als Direktor der Art League und Dozent am Art Institute. Er war an der Gründung der Chicago Society of Artists beteiligt, deren erster Präsident er wurde, und gehörte 1893 der Kunstjury der Weltausstellung Columbian Exposition an. Im Jahr 1890 zog er nach Omaha und war 1898 Mitglied der Kunstjury der Trans-Mississippi-Ausstellung in Omaha. 
In Omaha war Laurie Wallace für seinen unkonventionellen Lebensstil bekannt und sagte oft, dass er die Stadt verlassen wolle, weil sie ihm zu konservativ sei. Da er jedoch vierhundert Dollar pro Bild verlangte, verdiente er mit Porträtaufträgen so gut, dass er blieb. Typisch für seine respektlose Haltung gegenüber dem Leben im Mittleren Westen war seine Skepsis, als das Joslyn Art Museum eröffnet wurde: „Clubfrauen würden es mit Trödel füllen“ (Jeffrey Spencer, Historiker von Douglas County). Laurie Wallace war ein leidenschaftlicher Verfechter der realistischen Kunst und entsetzt über die Einflüsse der Moderne. Er unterrichtete regelmäßig Kurse, in denen der Realismus im Mittelpunkt stand, und seine eigenen Werke waren schlicht und einfach. Er hatte Ateliers im obersten Stockwerk des Omaha Public Library Building und in der 4032 Izard Street, bevor er sich 1928 an der Ecke 53. und Leavenworth niederließ. Dieses Atelier hinterließ er seiner Haushälterin, als er am 30. Juni 1953 starb. Später wurde er mit einer Sonderausstellung im Joslyn Museum anlässlich der Hundertjahrfeier von Omaha geehrt.

## Werk
Laurie Wallace ist vor allem für seine Porträts berühmter Persönlichkeiten aus Nebraska wie William Jennings Bryan und Gottlieb Storz bekannt. Sein Stil wurde durch seine Ausbildung bei Eakins geprägt, wobei er großen Wert auf anatomische Genauigkeit und realistische Porträts legte. Einige seiner Werke befinden sich in der Sammlung des Museum of Nebraska Art, darunter Portrait of a Woman und Thomas Eakins.